# Jaroslav Marek
Jaroslav Marek (27. listopadu 1926 Nitra – 18. prosince 2011 Brno) byl český historik, od roku 1992 profesor obecných dějin na Masarykově univerzitě v Brně.